# Piano di Amagat

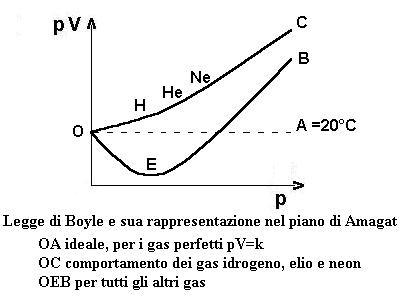
Confronto fra gas reali e gas perfetti: legge di Boyle e sua rappresentazione nel piano di Amagat

Il piano di Amagat (o piano pV-p) è un piano cartesiano ad assi ortogonali nei quali compare in ordinata il valore della pressione moltiplicato per il volume e in ascissa quello della pressione.
Viene impiegato nell'ambito della chimica fisica per rappresentare lo stato di un gas perfetto.